# جهاز إسقاط فيديو

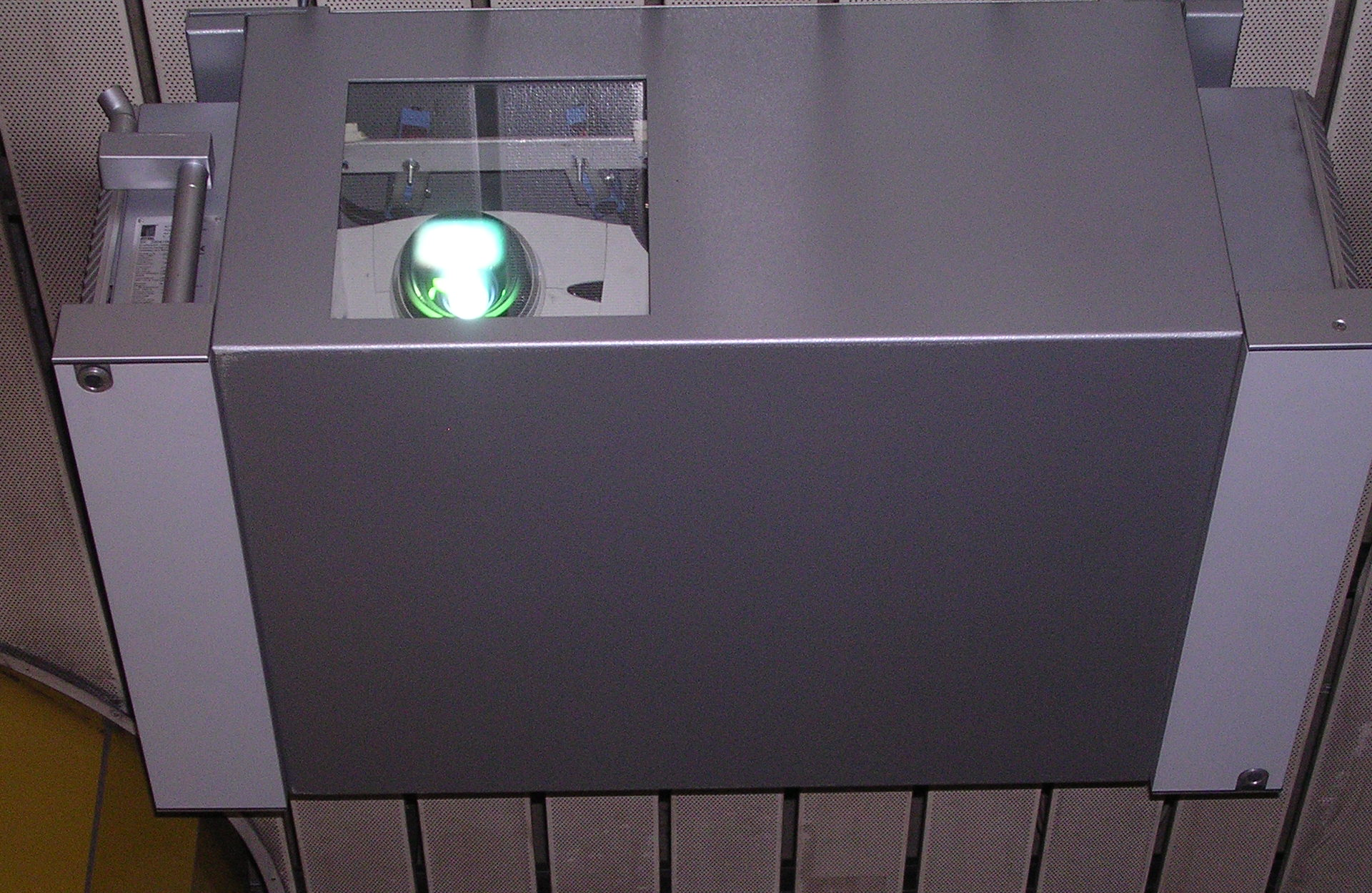
جهاز إسقاط فيديو في أحد محطات المترو

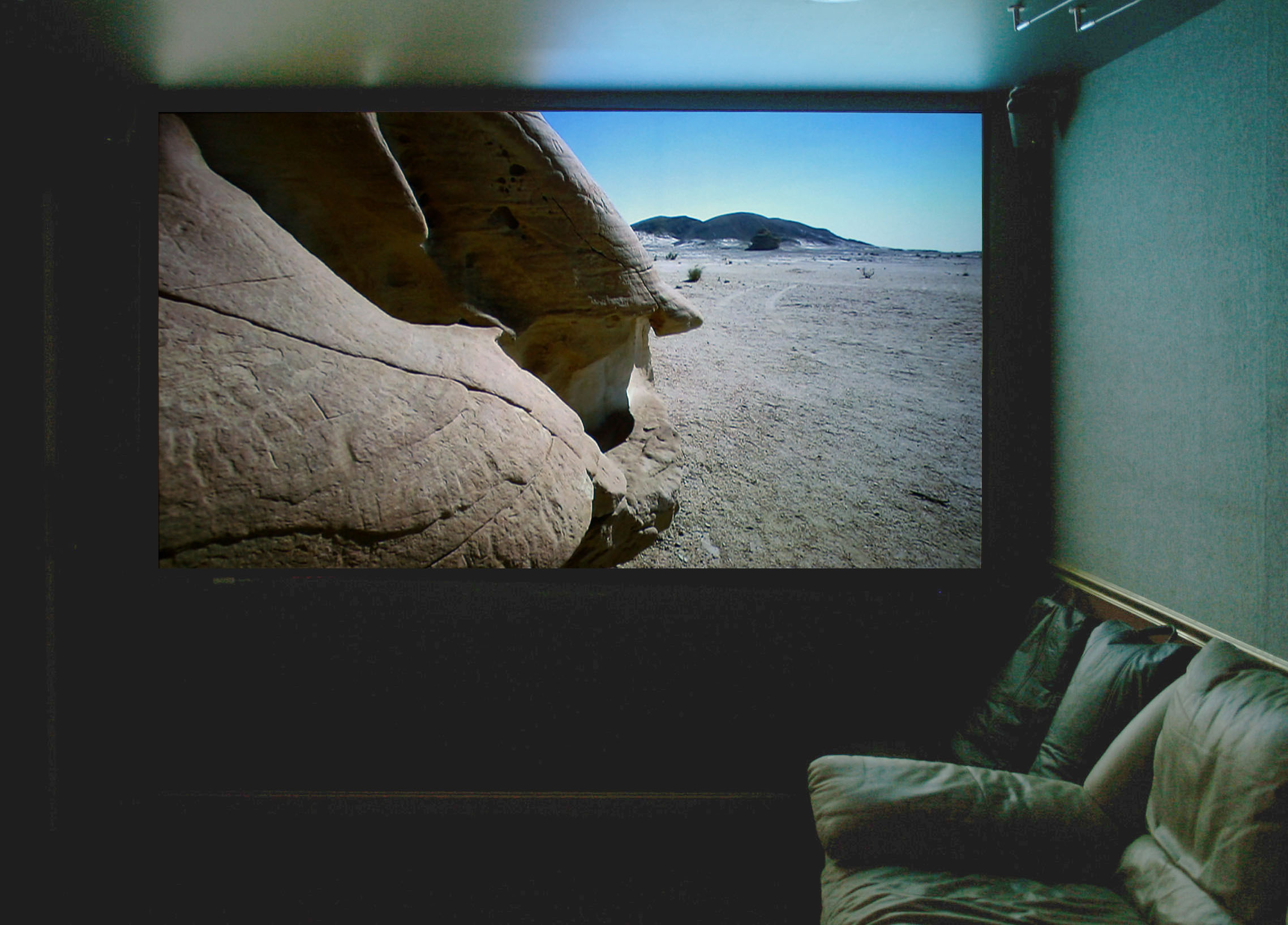
فيديو أسقطه الجهاز في المنزل

جهاز إسقاط فيديو (بالإنجليزية: Video projector)‏ هو جهاز يعرض شرائط الفيديو أو أقراصها المدمجة من نوع DVD عن طريق إلقاء ضوئها على شاشة عرض مستخدما مجموعة من العدسات. وتستخدم جميع أجهزة إسقاط فيديو مصادر ضوئية شديدة وتستطيع الأجهزة الحديثة منها تصحيح درجة الميل على الشاشة لتفادي انحناء الصور أو انبعاجها. ويُستخدم جهاز إسقاط الفيديو كثيرا في المؤسسات للمحاضرة وفي المنتديات، كما تستخدم في المدارس وفي البيوت.